# Sternostylus rogeri
Sternostylus rogeri is een tienpotigensoort uit de familie van de Sternostylidae. De wetenschappelijke naam van de soort is voor het eerst geldig gepubliceerd in 2000 door Baba als Gastroptychus rogeri.